# Adam Danielsson
Adam Danielsson, född 9 november 1993, är en svensk kortdistanslöpare. Han tävlar för Ullevi FK.
Vid EM i Amsterdam år 2016 sprang Danielsson ihop med Erik Martinsson, Felix Francois och Axel Bergrahm i det svenska stafettlaget som slogs ut i försöken trots säsongsbästa på 3:04,95.

## Personliga rekord
| Utomhus - 100 meter – 11,09 (Hässleholm, Sverige 26 juli 2015) - 100 meter – 10,97 (medvind) (Hässleholm, Sverige 26 juli 2015) - 200 meter – 21,83 (Göteborg, Sverige 5 juli 2015) - 400 meter – 47,75 (Göteborg, Sverige 4 juli 2015) - 800 meter – 2:02,24 (Varberg, Sverige 15 juli 2019) | Inomhus - 200 meter – 22,11 (Göteborg, Sverige 14 februari 2016 - 400 meter – 48,33 (Göteborg, Sverige 1 mars 2015) |

### Fotnoter
1. ↑  ”Karensövergångar 2012”. friidrott.se. 16 oktober 2012. Arkiverad från originalet den 30 september 2018. https://web.archive.org/web/20180930193255/http://www.friidrott.se/forbundsinfo/overgangar/karens12.aspx. Läst 9 februari 2017.
2. ↑  ”Stafett-SM 2013”. huddinge-friidrott.org. Arkiverad från originalet den 4 mars 2016. https://web.archive.org/web/20160304222253/http://www.huddinge-friidrott.org/tavlingar/13/stafettsm/resultat.htm. Läst 29 maj 2013.
3. ↑  ”Stafett-SM 2014” (pdf). idrottonline.se. Arkiverad från originalet den 2 april 2015. https://web.archive.org/web/20150402184643/http://www3.idrottonline.se/ImageVaultFiles/id_595198/cf_69694/resultat2014-05-27_2.PDF. Läst 25 mars 2015.
4. ↑  ”Stafett-SM 2015”. smfriidrott.com. Arkiverad från originalet den 24 november 2015. https://web.archive.org/web/20151124055051/http://www.smfriidrott.com/tavling/stafett-sm-2015/resultat. Läst 31 oktober 2015.
5. ↑  ”Stafett-SM 2016”. trackandfield.se. http://www.trackandfield.se/resultat/2016/160528.htm. Läst 1 november 2016.
6. ↑  ”Stafett-SM 2019-05-25/26”. huddingeais.se. https://data.huddingeais.se/tavling/19/stafettsm/190525.htm. Läst 25 augusti 2019.
7. ↑  ”Stora inne-SM 2016, resultat”. livetiming.se. http://livetiming.se/track/ism16/. Läst 26 maj 2016.
8. 1 2 3 4 5 6 7 8  ”Personsida på IAAF:s webbplats” (på engelska). iaaf.org. https://www.iaaf.org/athletes/sweden/adam-danielsson-302747. Läst 4 oktober 2019.
9. ↑  ”European Athletics Championships - Amsterdam 2016” (på engelska). european-athletics.org. http://www.european-athletics.org/competitions/european-athletics-championships/history/year=2016/results/index.html. Läst 9 februari 2017.
10. ↑  Hedman, Jonas (9 juli 2016). ”Bästa svenska tiden på 11 år”. friidrott.se. Arkiverad från originalet den 11 februari 2017. https://web.archive.org/web/20170211080920/http://www.friidrott.se/nyheter.aspx?id=19760. Läst 9 februari 2017.
11. 1 2 3 4  ”Personsida på European Athletics' webbplats” (på engelska). european-athletics.org. http://www.european-athletics.org/athletes/group=d/athlete=139107-danielsson-adam/index.html. Läst 4 oktober 2019.